# Cryptocanthon cristobalensis
Cryptocanthon cristobalensis är en skalbaggsart som beskrevs av Henry Fuller Howden 1973. Cryptocanthon cristobalensis ingår i släktet Cryptocanthon och familjen bladhorningar. Inga underarter finns listade i Catalogue of Life.